# Central European Football League 2021
Die Central European Football League 2021 war die 15. Saison der Central European Football League. Sie sollte ursprünglich am 24. April 2021 beginnen und endete am 26. Juni 2021 mit dem CEFL Bowl XV.

## Teilnehmer
Zum ersten Mal nahm mit den Schwäbisch Hall Unicorns auch ein deutsches Team am Wettbewerb teil. Gemeinsam mit 10 anderen hochkarätigen europäischen Teams, die allesamt in ihren nationalen Ligen Meister oder Vizemeister wurden, bilden sie das Teilnehmerfeld in dieser Saison. Die Reihung in der Liste spiegelt die Setzliste der Mannschaften wider.
| Team                     | Saison 2019/2020 |
| ------------------------ | --- |
| Swarco Raiders Tirol     | Österreichischer Meister 2019 Titelverteidiger Central European Football League 2019 Gewinner European Superfinal 2019 |
| Schwäbisch Hall Unicorns | Deutscher Vizemeister 2019                                                                                             |
| Vienna Vikings           | Österreichischer Meister 2020 Finalist European Superfinal 2019 Österreichischer Vizemeister 2019                      |
| Calanda Broncos          | Finalist Central European Football League 2019 Schweizer Meister 2019                                                  |
| Thonon Black Panthers    | Französischer Meister 2019                                                                                             |
| Milano Seamen            | Italienischer Meister 2019                                                                                             |
| Badalona Dracs           | Spanischer Meister 2019                                                                                                |
| Copenhagen Towers        | Dänischer Vizemeister 2019                                                                                             |
| Carlstad Crusaders       | Schwedischer Meister 2020                                                                                              |
| Kragujevac Wild Boars    | Serbischer Meister 2019                                                                                                |
| Moscow Spartans          | Russischer Meister 2020                                                                                                |
| Fehérvár Enthroners      | Ungarischer Meister 2019                                                                                               |

## Modus
Es wird im gleichen Modus gespielt der auch schon für die Saison 2020 vorgesehen war. Alle Spiele sind hierbei einfache Play-off-Spiele ohne Rückspiel. Bei der Planung der Ausscheidungsspiele wurde das Ranking sowie die geografischen Distanzen zwischen den Teams berücksichtigt. Die besten vier Teams sind gesetzt, was bedeutet sie überspringen die erste Runde und haben im Viertelfinale Heimvorteil. Da nur elf Teams im Teilnehmerfeld waren, erhielten die Milano Seaman als fünftes Team ein Freilos für die erste Runde. Die verbliebenen sechs Teilnehmer aus drei unterschiedlichen Regionen sollten in einfachen Spielen ohne Rückspiel um den Einzug ins Viertelfinale antreten.

## Spiele

### 1. Runde
In der ersten Runde trafen die ungesetzten Teams mit den Ranking-Plätzen 6 bis 11 aufeinander. Die Zuordnung erfolgte anhand der geografische Position um Reisewege möglichst kurz zu halten. Nachdem sich im April die meisten Länder und damit auch die nationalen Ligen noch im Lockdown befanden und somit Reisen und Veranstaltungen nicht planbar waren, zogen die Copenhagen Towers, die Moscow Spartans, die Thonon Black Panthers und die Badalona Dracs ihre Teilnahme zurück. Die erste Runde wurde dadurch komplett abgesagt und der Wettbewerb sollte erst mit den Viertelfinalspielen im Mai beginnen. Die Fehérvár Enthroners aus Ungarn stiegen in den Wettbewerb ein, womit sich das Teilnehmerfeld von elf auf acht Mannschaften reduzierte.
|        |        |  |                       |                         |                |  |  |
|        | Thonon |  | Thonon Black Panthers | \| \| – : – \| \| \| \| | Badalona Dracs |  |  |
| Absage | Thonon |  | Thonon Black Panthers |                         | Badalona Dracs |  |  |
|        | – : –  |  |                       |                         |                |  |  |
|        |        |  |                       |                         |                |  |  |

|        |       |  |                   |                         |                    |  |  |
|        |       |  | Copenhagen Towers | \| \| – : – \| \| \| \| | Carlstad Crusaders |  |  |
| Absage |       |  | Copenhagen Towers |                         | Carlstad Crusaders |  |  |
|        | – : – |  |                   |                         |                    |  |  |
|        |       |  |                   |                         |                    |  |  |

|        |            |  |                       |                         |                 |  |  |
|        | Kragujevac |  | Kragujevac Wild Boars | \| \| – : – \| \| \| \| | Moscow Spartans |  |  |
| Absage | Kragujevac |  | Kragujevac Wild Boars |                         | Moscow Spartans |  |  |
|        | – : –      |  |                       |                         |                 |  |  |
|        |            |  |                       |                         |                 |  |  |

### Viertelfinale
Mit dem Viertelfinale fanden die ersten Spiele statt. Am 15. Mai trugen die beiden österreichischen Vertreter ihre Heimspiele aus. Sowohl die Vikings als auch die Raiders zogen ungefährdet ins Halbfinale ein und ließen erst im letzten Quarter, als die Partien längst entschieden waren, erste Gegenpunkte zu. Die beiden anderen Viertelfinalspiele fielen der Pandemie zum Opfer, wodurch die Unicorns und die Broncos kampflos in die nächste Runde kamen.
|                                       |                         |  |                |                          |                       |  |                         |
|                                       | Wien 15. Mai 2021 17:00 |  | Vienna Vikings | \| \| 82 : 7 \| \| \| \| | Kragujevac Wild Boars |  | Footballzentrum Ravelin |
| (21:0, 21:0, 13:0, 27:7) Spielbericht | Wien 15. Mai 2021 17:00 |  | Vienna Vikings |                          | Kragujevac Wild Boars |  | Footballzentrum Ravelin |
|                                       | 82 : 7                  |  |                |                          |                       |  |                         |
|                                       |                         |  |                |                          |                       |  |                         |

|                                     |                              |  |                      |                           |               |  |                           |
|                                     | Innsbruck 15. Mai 2021 18:00 |  | Swarco Raiders Tirol | \| \| 41 : 14 \| \| \| \| | Milano Seamen |  | American Football Zentrum |
| (7:0, 28:0, 0:0, 6:14) Spielbericht | Innsbruck 15. Mai 2021 18:00 |  | Swarco Raiders Tirol |                           | Milano Seamen |  | American Football Zentrum |
|                                     | 41 : 14                      |  |                      |                           |               |  |                           |
|                                     |                              |  |                      |                           |               |  |                           |

|                      |                              |  |                          |                          |                    |  |  |
|                      | Schwäbisch Hall 22. Mai 2021 |  | Schwäbisch Hall Unicorns | \| \| 35 : 0 \| \| \| \| | Carlstad Crusaders |  |  |
| Wertung Spielbericht | Schwäbisch Hall 22. Mai 2021 |  | Schwäbisch Hall Unicorns |                          | Carlstad Crusaders |  |  |
|                      | 35 : 0                       |  |                          |                          |                    |  |  |
|                      |                              |  |                          |                          |                    |  |  |

|                      |                   |  |                 |                          |                     |  |  |
|                      | Chur 29. Mai 2021 |  | Calanda Broncos | \| \| 35 : 0 \| \| \| \| | Fehérvár Enthroners |  |  |
| Wertung Spielbericht | Chur 29. Mai 2021 |  | Calanda Broncos |                          | Fehérvár Enthroners |  |  |
|                      | 35 : 0            |  |                 |                          |                     |  |  |
|                      |                   |  |                 |                          |                     |  |  |

### Halbfinale
Das erste Halbfinale fand am 29. Mai statt. In einer rein österreichischen Begegnung setzte sich das Heimteam aus Innsbruck gegen die in der österreichischen Meisterschaft noch ungeschlagenen Wiener durch. Einen Monat zuvor musste sich die Tiroler auf nationaler Ebene in Wien noch knapp geschlagen geben. Im heimischen Stadion waren es die Tiroler, die für die ersten Punkte sorgten. Durch zwei Field Goals zogen die Wiener noch vor der Pause gleich. In der defensiv geprägten Partie konnten die Viking dann mit ihrem ersten Touchdown im vierten Quarter mit 13:6 in Führung gehen. Die Raiders selbst schafften es danach noch zweimal in die Endzone und sicherten sich mit diesem Sieg den vierten Finaleinzug in Folge.
Das zweite Halbfinale sollte am 12. Juni in Schwäbisch Hall stattfinden. Aufgrund der unklarer Situation und möglicher Reisebeschränkungen gaben die Haller das Heimrecht an ihre Gegner aus der Schweiz ab, um das Spiel nicht zu gefährden. Einen Tag später als geplant konnten sich die Unicorns bei den Broncos nach anfänglich schwachem Start letzten Endes deutlich durchsetzen.
|                                    |                                  |  |                      |                           |                |  |                                          |
|                                    | Innsbruck 29. Mai 2021 16:00 Uhr |  | Swarco Raiders Tirol | \| \| 20 : 13 \| \| \| \| | Vienna Vikings |  | American Football Zentrum Zuschauer: 350 |
| (6:0, 0:6, 0:0, 14:7) Spielbericht | Innsbruck 29. Mai 2021 16:00 Uhr |  | Swarco Raiders Tirol |                           | Vienna Vikings |  | American Football Zentrum Zuschauer: 350 |
|                                    | 20 : 13                          |  |                      |                           |                |  |                                          |
|                                    |                                  |  |                      |                           |                |  |                                          |

|                                     |                              |  |                 |                           |                          |  |                                        |
|                                     | Chur 13. Juni 2021 15:00 Uhr |  | Calanda Broncos | \| \| 21 : 35 \| \| \| \| | Schwäbisch Hall Unicorns |  | Sportplatz Ringstrasse Zuschauer: 1000 |
| (7:0, 7:14, 0:14, 7:7) Spielbericht | Chur 13. Juni 2021 15:00 Uhr |  | Calanda Broncos |                           | Schwäbisch Hall Unicorns |  | Sportplatz Ringstrasse Zuschauer: 1000 |
|                                     | 21 : 35                      |  |                 |                           |                          |  |                                        |
|                                     |                              |  |                 |                           |                          |  |                                        |

### CEFL Bowl
Das Finale fand am 26. Juni zwischen den Swarco Raiders Tirol und den Schwäbisch Hall Unicorns statt. Die Unicorns erreichten bei ihrer ersten Turnierteilnahme auf Anhieb das Finale. Für die Raiders war es der vierte CEFL Bowl in Folge, womit sie bei jeder ihrer CEFL-Teilnahmen das Finale erreichten. Ausgerichtet wurde der Bowl von den Swarco Raiders, da sie nach den damals geltenden Verordnungen deutlich mehr Zuschauer zulassen konnten. In einem bis zum Schluss spannenden Spiel setzten sich die Unicorns am Ende knapp durch und lösten damit den dreimaligen Champion ab. Für die Tiroler war es nach elf Siegen die erste Niederlage in diesem Wettbewerb überhaupt.
Zum MVP des Spiels wurde Tyler Rutenbeck ausgezeichnet, der zunächst schwer ins Spiel kam und untypisch viele Bälle fallen ließ. In Halbzeit zwei fing er zunächst einen Pass für 98 Yards zum Touchdown und auch der entscheidende Touchdown wenige Sekunden vor Schluss ging auf sein Konto.
|                                    |                                   |  | CEFL Bowl XV         |                           |                          |  |                                      |
|                                    | Innsbruck 26. Juni 2021 15:00 Uhr |  | Swarco Raiders Tirol | \| \| 16 : 22 \| \| \| \| | Schwäbisch Hall Unicorns |  | Tivoli Stadion Tirol Zuschauer: 2500 |
| (3:7, 13:0, 0:7, 0:8) Spielbericht | Innsbruck 26. Juni 2021 15:00 Uhr |  | Swarco Raiders Tirol |                           | Schwäbisch Hall Unicorns |  | Tivoli Stadion Tirol Zuschauer: 2500 |
|                                    | 16 : 22                           |  |                      |                           |                          |  |                                      |
|                                    |                                   |  |                      |                           |                          |  |                                      |